# خوليو كاردينوسا
خوليو كاردينوسا (بالإسبانية: Julio Cardeñosa)، من مواليد 27 أكتوبر 1949، لاعب كرة قدم إسباني سابق، ومدرب كرة قدم إسباني سابق.
لعب مع منتخب إسبانيا لكرة القدم.

## روابط خارجية
- خوليو كاردينوسا على موقع الاتحاد الدولي (مؤرشف)  (الإنجليزية)
- خوليو كاردينوسا على موقع قاعدة بيانات كرة القدم.إي يو (الإنجليزية)
- خوليو كاردينوسا على موقع ناشيونال فوتبول تيمز (الإنجليزية)
- خوليو كاردينوسا على موقع عالم كرة القدم.نت (الإنجليزية)